# Chiesa cattolica negli Stati Uniti d'America
La Chiesa cattolica negli Stati Uniti d'America è parte della Chiesa cattolica universale, in comunione con il vescovo di Roma, il papa.

## Storia

### Le origini

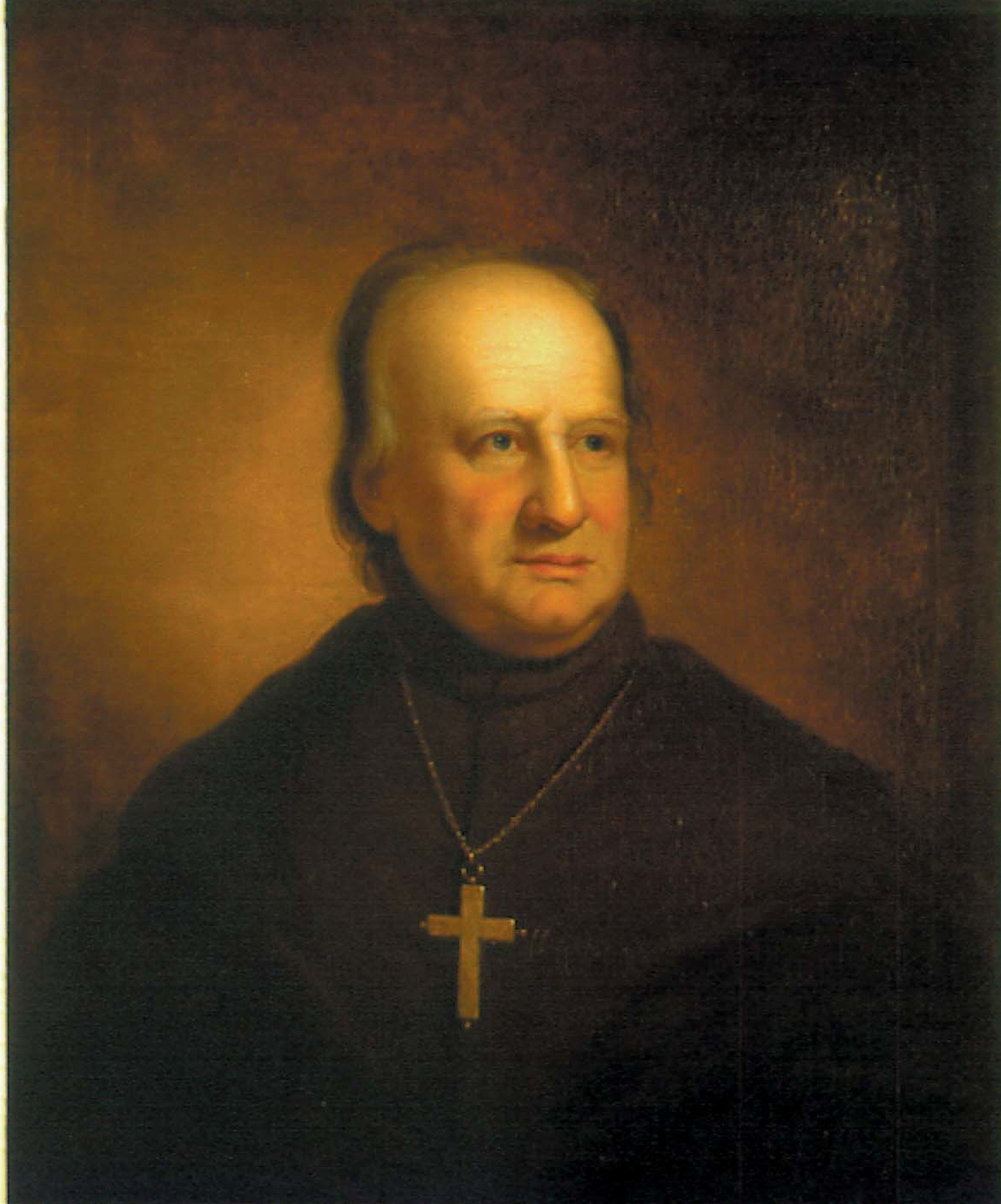
John Carroll, il primo vescovo cattolico degli Stati Uniti.

Il cattolicesimo arrivò nei territori che adesso formano gli Stati Uniti, con gli esploratori e i colonizzatori spagnoli, nell'odierna Florida e nel sud-est. La prima celebrazione cristiana tenuta negli attuali Stati Uniti fu una Messa cattolica celebrata a St. Augustine in Florida. L'influenza della Missione spagnola dell'Alta California (1769 e successivi) completa il quadro della prima evangelizzazione del territorio statunitense.
Il cattolicesimo ha ricevuto una forte spinta con la colonizzazione del Maryland (1634): questa colonia, fondata dal cattolico Lord Baltimore e poi amministrata dalla sua famiglia, offrì un raro esempio di tolleranza verso i cattolici in un'epoca di intolleranza, particolarmente presente nelle altre colonie inglesi, che frequentemente esibivano un attivo militantismo protestante. Da notare l'atto di tolleranza del Maryland e anche la preminenza della diocesi di Baltimora nella Chiesa cattolica americana.
L'atto formale di istituzione della Chiesa cattolica negli USA fu la creazione, da parte di papa Pio VI, della Prefettura apostolica degli Stati Uniti d'America, eretta il 26 novembre 1784, appena un anno dopo l'indipendenza del Paese. Il territorio fu ricavato dall'Arcidiocesi di Québec. Il 6 novembre 1789 per effetto del breve Ex hac Apostolicae di Pio VI, la prefettura apostolica fu elevata a diocesi e assunse il nome di Diocesi di Baltimora. Il prefetto John Carroll salì alla carica di vescovo, divenendo il primo vescovo degli Stati Uniti.
La gerarchia americana fu costituita dal successore papa Pio VII, il quale nel 1808 elevò Baltimora a livello di arcidiocesi metropolitana e costituì quattro nuove diocesi: New York, Filadelfia, Boston e Bardstown (oggi Louisville).

### XIX secolo
In seguito l'immigrazione di massa, specialmente di cattolici dall'Irlanda, dalla Germania, dall'Europa meridionale (Italia, Portogallo), dalla Polonia, dalle Filippine, e dall'America Latina, ha dato un forte impulso al cattolicesimo negli Stati Uniti. Alcuni movimenti anti-immigranti, come i Know Nothing e il Ku Klux Klan, furono anche anti-cattolici.
Nella seconda metà del XIX secolo, il primo tentativo di standardizzazione degli usi nella Chiesa americana si ebbe con la convocazione del Sinodo di Baltimora.

## Organizzazione ecclesiastica
L'organismo governativo della Chiesa cattolica negli Stati Uniti è la Conferenza statunitense dei vescovi cattolici (United States Conference of Catholic Bishops, USCCB), costituita dai vescovi e dagli arcivescovi, sia latini che orientali, degli Stati Uniti e delle Isole Vergini Americane. Le diocesi latine nei territori esterni degli Stati Uniti appartengono, invece, alle Conferenze episcopali delle rispettive aree geografiche.
Sebbene non vi sia un vero e proprio primate dei cattolici negli Stati Uniti, all'arcidiocesi di Baltimora, la prima diocesi eretta nel paese, fu affidata la Prerogative of Place nel 1850, che le conferisce una sorta di preminenza simile a quella dei primati di altri paesi.

### Regioni episcopali
Il territorio della Conferenza episcopale americana è diviso in 15 regioni episcopali (episcopal regions), chiamate anche regioni geografiche (geographic regions): 14 di esse raggruppano tutte le provincie ecclesiastiche di rito latino degli USA, mentre la XV tutte le eparchie di rito orientale.

### Diocesi di rito latino

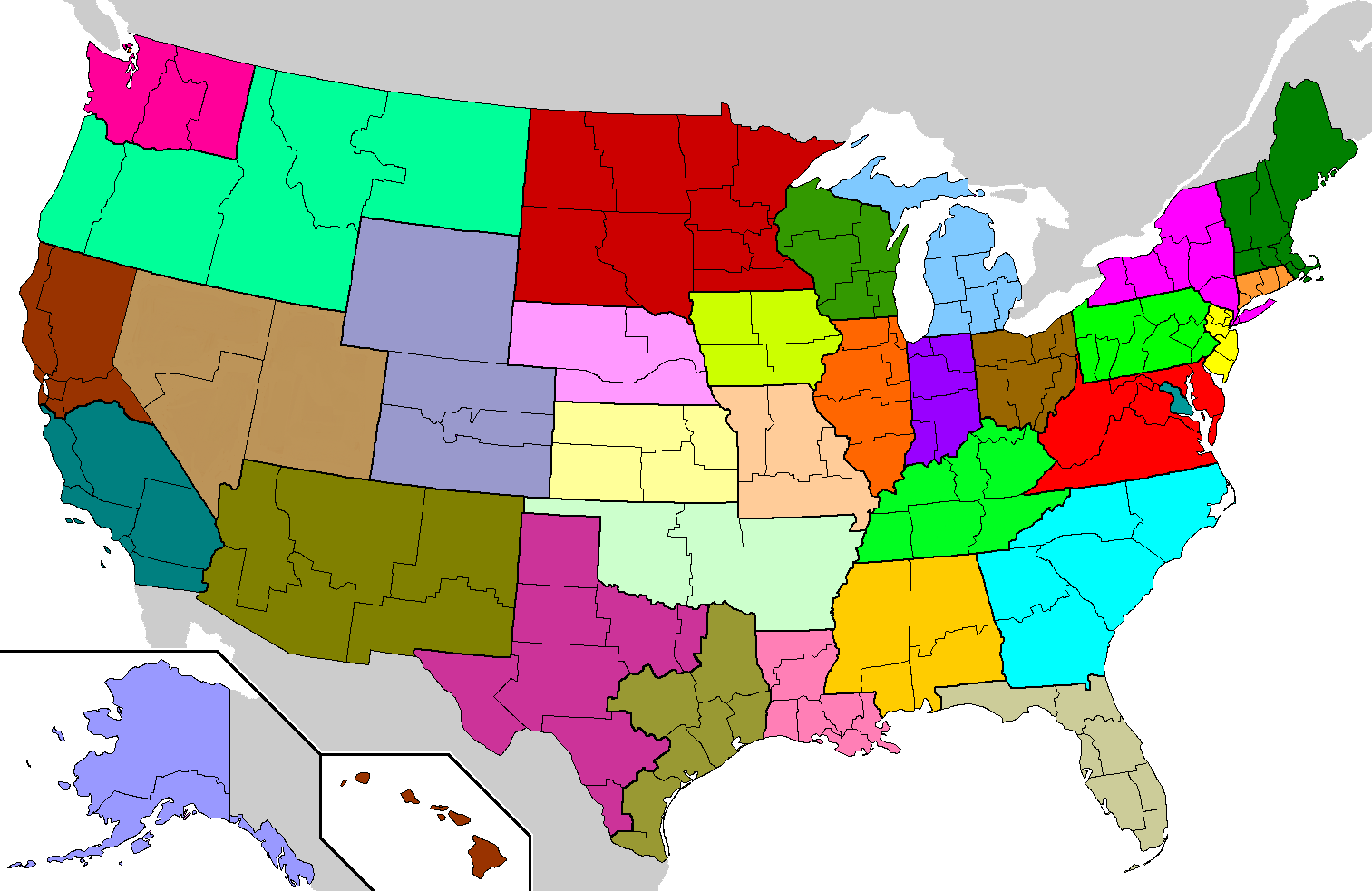
Province e diocesi di rito romano negli Stati Uniti d'America.

Le diocesi statunitensi sono raggruppate in 33 province ecclesiastiche di rito latino, per un totale di 177 circoscrizioni ecclesiastiche, di cui 33 arcidiocesi e 144 diocesi:
- Arcidiocesi di Anchorage-Juneau con la diocesi suffraganea di Fairbanks
- Arcidiocesi di Atlanta con le diocesi suffraganee di Charleston, Charlotte, Raleigh e Savannah
- Arcidiocesi di Baltimora con le diocesi suffraganee di Arlington, Richmond, Wheeling-Charleston e Wilmington
- Arcidiocesi di Boston con le diocesi suffraganee di Burlington, Fall River, Manchester, Portland, Springfield e Worcester
- Arcidiocesi di Chicago con le diocesi suffraganee di Belleville, Joliet, Peoria, Rockford e Springfield in Illinois
- Arcidiocesi di Cincinnati con le diocesi suffraganee di Cleveland, Columbus, Steubenville, Toledo e Youngstown
- Arcidiocesi di Denver con le diocesi suffraganee di Cheyenne, Colorado Springs e Pueblo
- Arcidiocesi di Detroit con le diocesi suffraganee di Gaylord, Grand Rapids, Kalamazoo, Lansing, Marquette e Saginaw
- Arcidiocesi di Dubuque con le diocesi suffraganee di Davenport, Des Moines e Sioux City
- Arcidiocesi di Filadelfia con le diocesi suffraganee di Allentown, Altoona-Johnstown, Erie, Greensburg, Harrisburg, Pittsburgh e Scranton
- Arcidiocesi di Galveston-Houston con le diocesi suffraganee di Austin, Beaumont, Brownsville, Corpus Christi, Tyler e Victoria
- Arcidiocesi di Hartford con le diocesi suffraganee di Bridgeport, Norwich e Providence
- Arcidiocesi di Indianapolis con le diocesi suffraganee di Evansville, Fort Wayne-South Bend, Gary e Lafayette
- Arcidiocesi di Kansas City in Kansas con le diocesi suffraganee di Dodge City, Salina e Wichita
- Arcidiocesi di Las Vegas con le diocesi suffraganee di Reno e Salt Lake City
- Arcidiocesi di Los Angeles con le diocesi suffraganee di Fresno, Monterey, Orange in California, San Bernardino e San Diego
- Arcidiocesi di Louisville con le diocesi suffraganee di Covington, Knoxville, Lexington, Memphis, Nashville e Owensboro
- Arcidiocesi di Miami con le diocesi suffraganee di Orlando, Palm Beach, Pensacola-Tallahassee, Saint Augustine, Saint Petersburg e Venice
- Arcidiocesi di Milwaukee con le diocesi suffraganee di Green Bay, La Crosse, Madison, Superior
- Arcidiocesi di Mobile con le diocesi suffraganee di Biloxi, Birmingham e Jackson
- Arcidiocesi di Newark con le diocesi suffraganee di Camden, Metuchen, Paterson e Trenton
- Arcidiocesi di New Orleans con le diocesi suffraganee di Alexandria, Baton Rouge, Houma-Thibodaux, Lafayette, Lake Charles e Shreveport
- Arcidiocesi di New York con le diocesi suffraganee di Albany, Brooklyn, Buffalo, Ogdensburg, Rochester, Rockville Centre e Syracuse
- Arcidiocesi di Oklahoma City con le diocesi suffraganee di Little Rock e Tulsa
- Arcidiocesi di Omaha con le diocesi suffraganee di Grand Island e Lincoln
- Arcidiocesi di Portland con le diocesi suffraganee di Baker, Boise City, Great Falls-Billings e Helena
- Arcidiocesi di Saint Louis con le diocesi suffraganee di Jefferson City, Kansas City-Saint Joseph e Springfield-Cape Girardeau
- Arcidiocesi di Saint Paul e Minneapolis con le diocesi suffraganee di Bismarck, Crookston, Duluth, Fargo, New Ulm, Rapid City, Saint Cloud, Sioux Falls e Winona-Rochester
- Arcidiocesi di San Antonio con le diocesi suffraganee di Amarillo, Dallas, El Paso, Fort Worth, Laredo, Lubbock e San Angelo
- Arcidiocesi di San Francisco con le diocesi suffraganee di Honolulu, Oakland, Sacramento, San Jose in California, Santa Rosa in California e Stockton
- Arcidiocesi di Santa Fe con le diocesi suffraganee di Gallup, Las Cruces, Phoenix e Tucson
- Arcidiocesi di Seattle con le diocesi suffraganee di Spokane e Yakima
- Arcidiocesi di Washington con la diocesi suffraganea di Saint Thomas

#### Diocesi latine nei territori esterni degli Stati Uniti
- Arcidiocesi di Agaña con la diocesi suffraganea di Chalan Kanoa[4]
- Arcidiocesi di San Juan di Porto Rico con le diocesi suffraganee di Arecibo, Caguas, Fajardo-Humacao, Mayagüez e Ponce[5]
- Le isole Samoa Americane costituiscono la diocesi di Samoa-Pago Pago, suffraganea dell'arcidiocesi di Samoa-Apia[6]

### Diocesi di rito orientale
- Eparchie della Chiesa rutena
  - Arcieparchia di Pittsburgh con le eparchie suffraganee di Parma, Passaic e Santa Protezione di Maria di Phoenix[7]

- Eparchie della Chiesa ucraina
  - Arcieparchia di Filadelfia con le eparchie suffraganee di San Giosafat di Parma, San Nicola di Chicago e Stamford

- Eparchie di rito orientale immediatamente soggette
  - Eparchia di Newton (melchita)
  - Eparchia di Nostra Signora della Liberazione negli Stati Uniti (sira)
  - Eparchia di Nostra Signora del Libano a Los Angeles (maronita)
  - Eparchia di San Marone di Brooklyn (maronita)
  - Eparchia di Nostra Signora di Nareg in Glendale (armena)
  - Eparchia di San Giorgio di Canton (rumena)
  - Eparchia di San Pietro Apostolo di San Diego (caldea)
  - Eparchia di San Tommaso Apostolo di Detroit (caldea)
  - Eparchia di San Tommaso Apostolo di Chicago (siro-malabarese)
  - Eparchia di Santa Maria Regina della Pace (siro-malankarese)

### Altre circoscrizioni ecclesiastiche
- Ordinariato militare negli Stati Uniti d'America
- Ordinariato personale della Cattedra di San Pietro (per i fedeli provenienti dall'anglicanesimo)

### Circoscrizioni ecclesiastiche rette da cardinali
Attualmente sono 4 le circoscrizioni ecclesiastiche statunitensi rette da cardinali:
- Arcidiocesi di Chicago, retta dal cardinale Blase Joseph Cupich;
- Arcidiocesi di New York, retta dal cardinale Timothy Michael Dolan.
- Arcidiocesi di Newark, retta dal cardinale Joseph William Tobin;
- Arcidiocesi di Washington, retta dal cardinale Robert Walter McElroy.

## Statistiche
Il cattolicesimo è la più numerosa confessione religiosa presente negli Stati Uniti d'America con 76,9 milioni di praticanti nel 2003: circa il 26% della popolazione americana. Conta il quadruplo dei fedeli rispetto ai protestanti della Southern Baptist Convention, la seconda confessione per numero di praticanti.
Ci sono oltre 19.000 parrocchie in 196 diocesi o arcidiocesi:
- 31 arcidiocesi cattoliche di rito latino
- 146 diocesi cattoliche di rito latino
- 2 arcidiocesi cattoliche di rito orientale (o arcieparchie)
- 15 diocesi cattoliche di rito orientale (o eparchie)
- 1 ordinariato militare
- 1 ordinariato personale per i fedeli provenienti dall'anglicanesimo

Per numero di chiese sul territorio statunitense la Chiesa cattolica si colloca quindi al terzo posto dopo i Battisti e i Metodisti. Tuttavia, poiché le parrocchie sono mediamente molto più grandi delle chiese delle altre confessioni religiose, i cattolici sono circa 2,5 volte più dei battisti e 5 volte più dei metodisti.
La Chiesa ha 30.000 preti diocesani, e oltre 15.000 preti appartenenti ad un ordine religioso; inoltre 13.000 diaconi, 75.000 religiose, e 5.600 religiosi.
Vi sono 150.000 insegnanti che operano nelle scuole cattoliche degli Stati Uniti, insegnando a 2,7 milioni di studenti.
Sono circa 60-70 milioni i battezzati nella Chiesa cattolica statunitense, approssimativamente il 26% della popolazione degli U.S.A.
Nel 2002, un'indagine statistica della Pew Research ha rilevato che circa il 24% della popolazione adulta degli Stati Uniti si identifica come cattolica (è da notare che il numero di battezzati è normalmente più elevato di quelli che si identificano come cattolici, in aggiunta i cattolici hanno un più alto tasso di nascite e questo influisce sulla popolazione non adulta). Altre stime degli anni recenti danno un valore compreso tra il 20% e il 28%. I cattolici negli Stati Uniti sono circa il 6% di tutti gli appartenenti alla Chiesa nel mondo.
Un sondaggio del Barna Group nel 2004 ha rilevato che le etnie dei cattolici sono così distribuite: 60% bianchi, 31% ispanici, 4% neri e il 5% di altre etnie.

## Conferenza episcopale

Il logo della Conferenza statunitense dei vescovi cattolici.

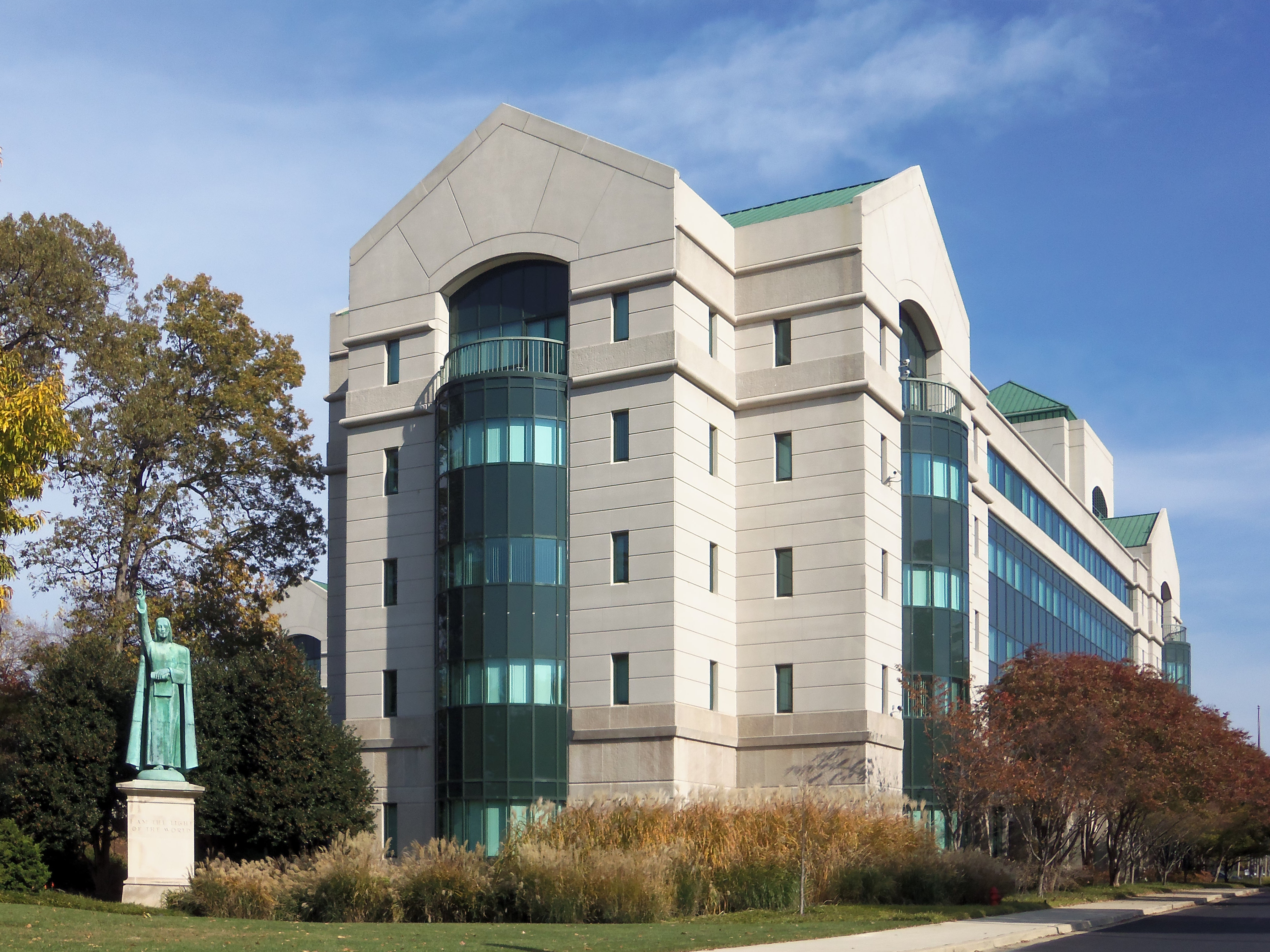
La sede della Conferenza episcopale statunitense a Washington.

La Conferenza dei vescovi cattolici degli Stati Uniti (United States Conference of Catholic Bishops, USCCB) nasce nel 2001 in seguito all'accorpamento di due precedenti istituzioni, la National Conference of Catholic Bishops e la United States Catholic Conference fondate nel 1966.

### Elenco dei presidenti della Conferenza episcopale
- Cardinale John Francis Dearden (1966 - 1971)
- Cardinale John Joseph Krol (1971 - 1974)
- Arcivescovo Joseph Louis Bernardin (1974 - 1977)
- Arcivescovo John Raphael Quinn (novembre 1977 - 1980)
- Arcivescovo John Robert Roach (1980 - 1983)
- Vescovo James William Malone (1983 - 1986)
- Arcivescovo John Lawrence May (1986 - 1989)
- Arcivescovo Daniel Edward Pilarczyk (1989 - 1992)
- Cardinale William Henry Keeler (1992 - 1995)
- Vescovo Anthony Michael Pilla (14 novembre 1995 - novembre 1998)
- Vescovo Joseph Anthony Fiorenza (novembre 1998 - 13 novembre 2001)
- Vescovo Wilton Daniel Gregory (13 novembre 2001 - 15 novembre 2004)
- Vescovo William Stephen Skylstad (15 novembre 2004 - 13 novembre 2007)
- Cardinale Francis Eugene George (13 novembre 2007 - 16 novembre 2010)
- Cardinale Timothy Dolan (16 novembre 2010 - 14 novembre 2013)
- Arcivescovo Joseph Edward Kurtz (14 novembre 2013 - 15 novembre 2016)
- Cardinale Daniel DiNardo (15 novembre 2016 - 12 novembre 2019)
- Arcivescovo José Horacio Gómez (12 novembre 2019 - 15 novembre 2022)
- Arcivescovo Timothy Broglio, dal 15 novembre 2022

### Elenco dei vicepresidenti della Conferenza episcopale
- Cardinale John Joseph Krol (1966 - 1971)
- Arcivescovo Leo Christopher Byrne (1971 - 1974)
- Cardinale John Joseph Carberry (1974 - 1977)
- Arcivescovo John Robert Roach (1977 - 1980)
- Vescovo James William Malone (1980 - 1983)
- Arcivescovo John Lawrence May (1983 - 1986)
- Arcivescovo Daniel Edward Pilarczyk (1986 - 1989)
- Arcivescovo William Henry Keeler (1989 - 1992)
- Vescovo Anthony Michael Pilla (1992 - 1995)
- Vescovo Joseph Anthony Fiorenza (1995 - 1998)
- Vescovo Wilton Daniel Gregory (dicembre 1998 - 13 novembre 2001)
- Vescovo William Stephen Skylstad (13 novembre 2001 - 15 novembre 2004)
- Cardinale Francis Eugene George, O.M.I. (15 novembre 2004 - 13 novembre 2007)
- Vescovo Gerald Frederick Kicanas (13 novembre 2007 - 16 novembre 2010)
- Arcivescovo Joseph Edward Kurtz (16 novembre 2010 - 14 novembre 2013)
- Cardinale Daniel DiNardo (14 novembre 2013 - 15 novembre 2016)
- Arcivescovo José Horacio Gómez (15 novembre 2016 - 12 novembre 2019)
- Arcivescovo Allen Henry Vigneron (12 novembre 2019 - 15 novembre 2022)
- Arcivescovo William Edward Lori, dal 15 novembre 2022

### Elenco dei segretari generali della Conferenza episcopale
- Vescovo Paul Francis Tanner (18 ottobre 1965 - 15 febbraio 1968)
- Vescovo Joseph Louis Bernardin (5 aprile 1968 - 21 novembre 1972)
- Vescovo James Steven Rausch (1972 - 1977)

...
- Monsignore Dennis Marion Schnurr (1995 - 2001)

...
- Arcivescovo Michael Jarboe Sheehan (12 novembre 2003 - 1º dicembre 2006)
- Monsignore David John Malloy (2006 - giugno 2011)
- Monsignore Ronny E. Jenkins (giugno 2011 - 1º gennaio 2016)
- Monsignore John Brian Bransfield (1º gennaio 2016 - 16 novembre 2020)
- Monsignore Jeffrey D. Burrill (16 novembre 2020 - 20 luglio 2021)
  - Presbitero Michael J.K. Fuller (20 luglio 2021 - 16 novembre 2021) (ad interim)
- Presbitero Michael J.K. Fuller, dal 16 novembre 2021

## Chiesa nella società

### Cattolici in politica
Nel 1928 erano ancora presenti anticlericalismo e anticattolicesimo in larghi strati della popolazione americana. Nelle elezioni presidenziali, il Partito Democratico candidò il governatore dello Stato di New York Al Smith, (il primo cattolico candidato alla presidenza da un grande partito), che fu attaccato come "papista". L'elettorato temeva che "se Al Smith fosse eletto presidente, gli Stati Uniti sarebbero governati dal Vaticano"
Il primo presidente cattolico fu John Fitzgerald Kennedy, eletto nel 1961. Nel 2020 viene eletto il secondo presidente cattolico, di origine sempre irlandese, Joe Biden.

### Mezzi di comunicazione
Molte diocesi cattoliche statunitensi pubblicano giornali o riviste; inoltre esistono pubblicazioni cattoliche non ufficiali. Anche le radio cattoliche sono numerose. Il canale televisivo Eternal Word Television Network (EWTN), non controllato dall'episcopato, ha una presenza internazionale, trasmettendo in tutto il mondo in spagnolo e inglese. Un altro è CatholicTV.

## Casi di abusi su minori
Dal 2002 è partito dagli Stati Uniti il primo caso di pedofilia con eco internazionale, scoppiato in seguito alla scoperta di abusi sessuali perpetrati da più sacerdoti nei confronti di minorenni nell'arcidiocesi di Boston.
Nel giugno 2002 la conferenza episcopale ha nominato una commissione indipendente (National Review Board) per indagare sul fenomeno degli abusi sessuali su minori perpetrati da ecclesiastici cattolici. Il governatore dell'Oklahoma Frank Keating, cattolico praticante ed aderente al partito Repubblicano è stato chiamato alla direzione della commissione. Nel giugno successivo, dopo le critiche ricevute dall'arcivescovo di Los Angeles per aver paragonato alcuni leader della Chiesa americana alla Mafia, ha rassegnato le sue dimissioni, affermando che "il non obbedire ai mandati di comparizione dei Gran Jury, sopprimere i nomi dei preti accusati, negare, confondere, non spiegare, è il modello di un'organizzazione malavitosa, non della mia Chiesa".
Secondo una stima di Andrew Greeley, sacerdote dell'arcidiocesi di Chicago e professore di sociologia alle Università di Chicago e dell'Arizona, da 2.000 a 4.000 preti avrebbero abusato di 100.000 minori, spesso senza che alcun provvedimento venisse preso al riguardo.
Massimo Introvigne, citando dati del John Jay College of Criminal Justice della City University of New York, ha proposto cifre differenti. Dal 1950 al 2002 4.392 sacerdoti americani (su oltre 109.000) sono stati accusati di relazioni sessuali con minorenni (comprendendo, quindi, anche molti casi che non riguardano la pedofilia in senso stretto). Di questi, solo un centinaio sono stati condannati dalle Corti statunitensi. Il basso numero di condanne si spiegherebbe, per lo studio riportato da Introvigne, anche con il fatto che in molti casi all'illecito canonico non corrisponde un reato punito dalla legge penale statale (ad esempio, in alcuni Stati americani, il rapporto tra un sacerdote e una persona minorenne, ma maggiore di sedici anni e consenziente). Sempre secondo lo stesso studio, il 78,2% delle accuse si riferirebbe a minorenni che hanno superato la pubertà. I sacerdoti accusati di pedofilia in senso proprio sarebbero quindi 958 in cinquantadue anni. Dal 2000 in poi si registrerebbe, inoltre, un declino delle accuse.

### I casi delle arcidiocesi di Boston e Los Angeles
Nell'Arcidiocesi di Boston è esploso uno dei casi più vasti di pedofilia che ha colpito appartenenti alla Chiesa cattolica. Più di duecento sacerdoti (su circa 1500 operanti nella diocesi) sono stati accusati di abusi sessuali, ma i risultati delle inchieste giudiziarie hanno evidenziato come nella maggior parte dei casi le accuse fossero prive di fondamento: su 207 accusati, a giugno 2007 i sacerdoti effettivamente giudicati come colpevoli risultano essere 15.
Consentendo il sistema giudiziario americano alle vittime di rivalersi economicamente sulla Chiesa, si è registrato un forte indebitamento dell'arcidiocesi che ha dovuto vendere numerose proprietà immobiliari per liquidare i rimborsi.
Il fenomeno ha coinvolto anche l'Arcidiocesi di Los Angeles, con più di 500 vittime e 113 preti coinvolti. Nel 2007 si è giunti ad un accordo extragiudiziario che prevedeva il pagamento della cifra record di 660 milioni di dollari (pari a circa 485 milioni di euro) destinata a rimborsare i danni subiti dalle vittime.
Nel dicembre 2007 l'Arcidiocesi di Los Angeles è stata condannata al pagamento di 500.000 dollari perché sette dei suoi sacerdoti furono riconosciuti colpevoli di aver violentato Rita Milla da quando questa aveva 16 anni. La donna ha anche una figlia da uno di questi prelati, mentre un altro aveva tentato di farla abortire in cambio di denaro.
Secondo i dati diffusi dal Vaticano nel 2017, in occasione dell'inchiesta aperta in sede ONU nel Comitato contro la tortura, nel decennio precedente la Chiesa Cattolica degli Stati Uniti avrebbe liquidato risarcimenti alle vittime pari a 3 miliardi di dollari, nell'ambito di denunce che avevano avuto un riflesso nelle Corti di Giustizia dello Stato, escludendo quindi eventuali accordi extragiudiziali con patto di segretezza fra le parti.